# Deutsche Europäische Schule Manila
Die Deutsche Europäische Schule Manila (DESM) (englisch: German European School Manila, GESM) ist eine vom Auswärtigen Amt anerkannte deutsche Auslandsschule in Parañaque City im Großraum Manila auf den Philippinen. Träger ist der deutsche Schulverein. Einzugsgebiet sind Paranaque, Makati, Pasay und Muntinlupa.
Sie ist außerdem bei der philippinischen Bildungsbehörde akkreditiert, von der IBO anerkannt und Teil des internationalen Netzwerks der UNESCO-Projektschulen. Die internationale Grundschule ist als PYP-World School akkreditiert.
Die DESM ist eine G-8-Schule, welche in ihrem deutschen Zweig bis Jahrgangsstufe 10 deutschen Lehrplänen und Bildungsstandards folgt.
Sie bildet seit 1. August 2003 gemeinsam mit dem Lycée Français de Manille (LFM) den Schulverbund European International School (E.I.S.) und teilt sich mit ihr die Anlagen und Einrichtungen auf dem Eurocampus Manila in Parañaque. Der Campus Manila war der erste seiner Art. Weltweit gibt es nur sechs Eurocampus-Schulen. 1991 hatten beide Schulen die Stiftung European Educational Foundation Inc. gegründet, die das Schulgelände des Eurocampus erwarb. Aus dieser Stiftung ging die E.I.S. hervor.
Das zwei Hektar große Gelände enthält Schulschwimmbecken, Spielplatz, Turnhalle, Auditorium, Schulmensa, Krankenstation, Sportanlagen, Labore für Chemie und Physik, eine Schulboutique, einen Schulgarten und eine Aquaponik-Anlage. Die Schule besitzt außerdem eine Förderabteilung.
Die DESM hat zwei Zweige, den deutschsprachigen und den englischsprachigen internationalen Zweig. Außerdem arbeitet sie eng mit ihrer französischen Partnerschule zusammen.

Das schulische Angebot reicht von einem deutsch- und englischsprachigen Kindergarten und einer bilingualen Vorschule bis zur Oberstufe, die zum International-Baccalaureate-Diplom führt. Dazu kommt seit 2021 das berufsbildende Programm der IBO, das Career Programme (CP).

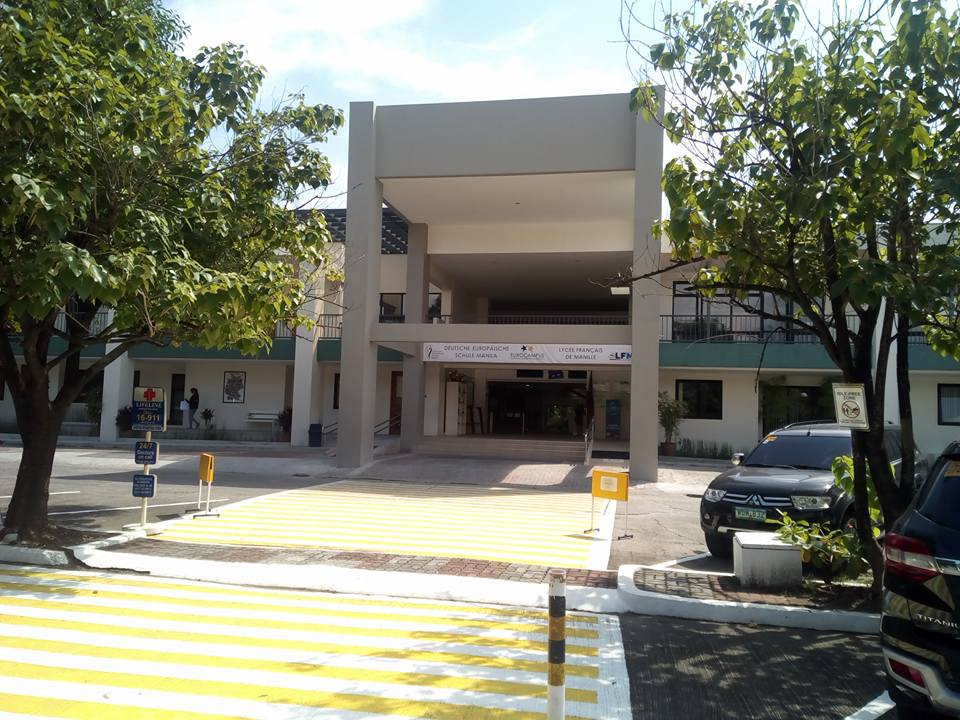
Eingangsbereich der deutschen und französischen Schule in Manila

Die DESM wurde 2011 im ersten Durchgang der Bund-Länder-Inspektion als exzellente deutsche Auslandsschule zertifiziert. 2017 wurde dieser Status bei einer erneuten Inspektion bestätigt. 2023 erfolgte der Bilanzbesuch.

## Abschlüsse
Der deutsche Zweig führt zu den schriftlichen und mündlichen Abschlussprüfungen für die Hauptschule und Realschule und für den Eintritt in die Qualifizierungsphase der Oberstufe des Gymnasiums.
Die Schüler legen den Hauptschulabschluss am Ende der Jahrgangsstufe 9 ab, den Realschulabschluss am Ende der Klasse 10. Die Gymnasiasten absolvieren, ebenfalls am Ende der Klasse 10, eine Abschlussprüfung für die Mittelstufe zum Übertritt in die Gymnasiale Oberstufe. Der schriftlichen Teil der gymnasialen Abschlussprüfung in Klasse 10 entspricht den zentralen Klassenarbeiten in Deutschland, diese sind aber um mündliche Prüfungen erweitert. Schüler erwerben mit der Abschlussprüfung der Klasse 10 ein Zeugnis zum Übertritt in die Qualifizierungsphase oder die Oberstufe eines Gymnasiums. Auch Schüler mit einem guten Realschulabschluss haben die Möglichkeit, die IB-Oberstufe zu besuchen.
Der internationale Zweig folgt in der internationalen Grundschule (Klassen 1–5) und dem vorausgehenden Vorschuljahr des Internationalen Kindergartens dem „Primary Years Programme“ der IBO. Am Ende der Mittelstufe (Klassen 6–10), die wie die Primarstufe den Lehrplänen von Cambridge und Edexel folgt, legen die Schüler der internationalen Abteilung das IGCSE mit Deutsch als erster verpflichtender Fremdsprache ab. In Klasse 9 und 10 erwerben die Schüler zusätzlich das DSD I, in Klasse 12 das DSD II, das für den Zugang zu Universitäten in Deutschland besonders bedeutsam ist.
In der Oberstufe können Schüler des deutschen wie des internationalen Zweigs bis zum Ende der Jahrgangsstufe 12 das Internationale Baccalaureate Diplom Programm absolvieren, wahlweise in der englischsprachigen oder in der besonderen gemischtsprachigen Form des Internationales Baccalaureate, kurz GIB, genannt. Beim GIB können Biologie und Geschichte, Mathematik und Chemie auf Deutsch unterrichtet und geprüft werden. Alle Schüler können außerdem das DSD II erwerben, mit dem die allgemeine Hochschulzugangsberechtigung für Deutschland verbunden ist. Das DSD I wurde 2015, das DSD II 2017 eingeführt. 2021 wurde das Diplomprogramm der IBO durch das berufsbildende Career Programm erweitert. Es bietet Schülern eine Verbindung ausgewählter akademischer Fächer mit einer beruflichen Qualifikation, vergleichbar einer deutschen Ausbildung im dualen System.

## Partnerschaft mit LFM
Die Partnerschaft zwischen der französischen und deutschen Schule am Eurocampus gründet sich auf den Elysée-Vertrag und eine Vereinbarung zwischen ZfA und AEFE, den beiden Institutionen für Auslandsschulen. Die Zusammenarbeit besteht in der gemeinsamen Nutzung, Verwaltung und Pflege der gemeinschaftlich genutzten Teile des Schulgeländes und der Gebäude und in der Kooperation bei Festen, Veranstaltungen und im Unterricht.

## Geschichte
Gegründet wurde die deutsche Schule 1980 unter dem Namen Jose Rizal-Schule zu Ehren des gleichnamigen philippinischen Nationalhelden. Im Jahr 1992 verbanden sich die Jose Rizal Schule und École Française de Manille zu einer Schulgemeinschaft auf dem Eurocampus Manila in Parañaque. Der Name Jose Rizal Schule war schon vorher in „Deutsche Europäische Schule“ geändert worden, nachdem wie in der Deutschen Schule Singapur ein internationaler oder „europäischer Zweig“ eingerichtet worden war. 1993 wurde die IB-Oberstufe eingerichtet, ab 2003 erfolgte der Aufbau eines internationalen Zweigs. 2015 wurden die ersten DSD-I-Prüfungen abgehalten, 2018 die ersten DSD-II-Prüfungen. Ab 2015 wurde die Schule baulich stark erweitert und modernisiert, weitere größere Baumaßnahmen begannen 2023.

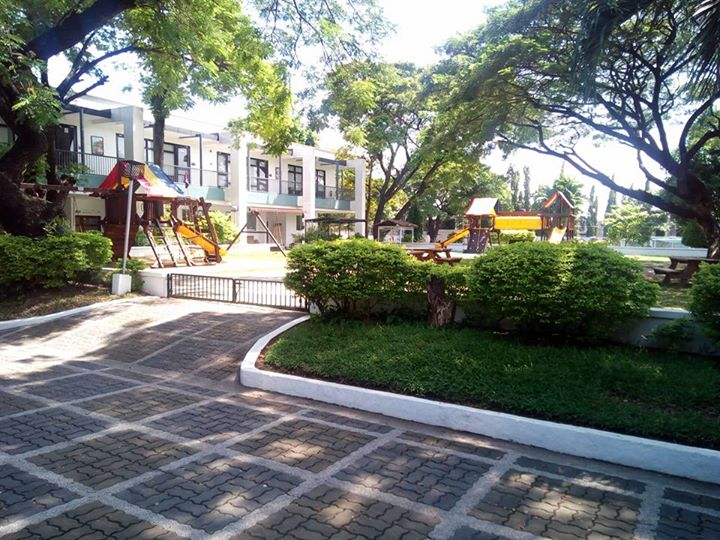
Blick auf den Kindergartenbereich der DESM

2004 wurde der Name der gemeinsamen Schule in „European International School“ (EIS) geändert. Die französische Schule heißt heute „Lycée français de Manille“.

## Organisation
Entsprechend den Vorgaben von Deutschland wird vom Schulverein ein Vorstand gewählt, der den Schulleiter und den Verwaltungsleiter bestimmt. Der Schulleiter wird von der ZfA vermittelt. In der Schule bestehen entsprechend den Vorgaben des Schulgesetzes, des Fördervertrages und der Richtlinien der KMK Vertretungen der Eltern, der Lehrer und der Schüler. Der Vorstand arbeitet ehrenamtlich. Der Eurocampus ist Eigentum einer gemeinnützigen Stiftung.

## Deutsches Auslandsschulwesen
Die Schule gehört zu den etwa 140 von der Zentralstelle für das Auslandsschulwesen  geförderten deutschen Auslandsschulen, die außerdem der Schulaufsicht nach dem Auslandsschulgesetz und der Leitung des BLASCHA, eines Ausschusses der KMK unterliegen.

## Rezeption
Die Deutsche Europäische Schule Manila ist Schauplatz des Jugendbuchs Lenni und Wolff von Susanne Hämmerle. Sie ist auch ein fiktives Thema des autobiografischen satirischen Romans Expat unplugged von Horst Giesler.

## Ehemalige Schüler
(Auswahl)
- Verena Wriedt (* 9. Januar 1975 in Wiesbaden), deutsche Journalistin und Moderatorin.
- Solenn Heusaff (* 20. Juli 1985 in Makati), eine philippinische Schauspielerin und Sängerin.
- Sandra Ines Seifert (* 1. Februar 1984 in Manila), ein deutsch-philippinisches Model, Miss Earth 2009.[4]